# Elaine Cassidy
Pour les articles homonymes, voir Cassidy.
Elaine Cassidy, né le 31 décembre 1979 à Kilcoole, dans le comté de Wicklow en Irlande est une comédienne irlandaise. Elle eut le premier rôle dans une production scolaire de Pinocchio quand elle avait cinq ans. Elle a incarné le rôle principal d'Abby Mills dans la série télévisée américaine Harper's Island.

## Biographie
Elle est mariée depuis 2007 à l'acteur Stephen Lord (en), qu'elle a rencontré sur le tournage de La Vérité. Le couple vit à Greenwich, Grand Londres, avec leur fille Kila née en 2009 et leur fils Lynott né en 2013.
Elle a fait partie du jury du Festival international du film de Thessalonique 1999.

## Filmographie

### Cinéma
- 1994 : The Stranger Within Me (court-métrage) de Geraldine Creed : Michelle
- 1996 : The Sun, the Moon and the Stars de Geraldine Creed : Shelley
- 1999 : Le Voyage de Félicia (Felicia's Journey) de Atom Egoyan : Felicia
- 2001 : Les autres (The Others) d'Alejandro Amenábar : Lydia
- 2001 : Disco Pigs de Kirsten Sheridan : Runt - Sinead
- 2007 : And When Did You Last See Your Father? d'Anand Tucker
- 2014 : Vertiges (The Loft) d'Erik Van Looy : Ellie Seacord
- 2015 : The Program de Stephen Frears : Betsy Andreu
- 2022 : The Wonder de Sebastián Lelio : Rosaleen O'Donnell
- 2023 : The Last Kingdom : Sept rois doivent mourir (The Last Kingdom: Seven Kings Must Die) d'Edward Bazalgette : Eadgifu
- 2025 : Salvable de Björn Franklin et Johnny Marchetta : Elaine

### Télévision
- 2001 : Les Aventuriers du monde perdu (The Lost World) de Stuart Orme : Agnes Cluny
- 2005 : Du bout des doigts (Fingersmith) : Maud Lilly
- 2005 : Ghost Squad : Détective Amy Harris
- 2009 : Harper's Island : Abby Mills
- 2012-2013 : The Paradise : Katherine Glendenning / Katherine Weston
- 2017 : Enquête à haut risque : Sarah Manning [1]
- 2015-2018 : No offence : D.S. Dinah Kowalska
- 2021 : A Discovery of Witches : Louisa De Clermont

### Clips musicaux
- The Scientist de Coldplay